# Vrh svetega Mihaela
Vrh svetega Mihaela (tudi samo Vrh; italijansko San Michele del Carso) je naselje in muzej na prostem v Italiji.

## Zgodovina
Vrh svetega Mihaela (Debela griža)  je bil v obrambi goriškega mostišča Soške fronte ena izmed izmed najpomembnejših strateških točk avstrijske obrambe, saj je s štirimi vrhovi, katere najvišji med njimi je imel koto 277 metrov, obvladoval okolico. Obramba Vrha je bila zaupana ogrskim Honvedom in ti so, čeravno neprestano pod italijanskim topniškim obleganjem, dobro zaščiteni, uspešno branili Vrh, ki so ga italijani uspeli zavzeti šele v 6. ofenzivi (6. avgusta 1916).
Vrh je muzej na prostem, ki so ga Italijani 1922 proglasili za sveti prostor (zona sacra), ograjen je s spominskimi stebrički in cipresami, postavljenimi v spomin padlim vojakom. Na glavnem trgu v vasi stojijo kosi italijanskega topništva in avstrijskih možnarjev. Na Vrhu sv. Mihaela so italijani po končani prvi svetovni vojni postavili muzej, bogato opremljen s fotografijami in vojnimi najdbami. Na nasprotni strani muzeja, pa je vhod v kaverno, ki so jo italijani izkopali po zavzetju Vrha. Kaverna je dolga nekaj sto metrov, vanjo pa vodijo številni vhodi. V tej kaverni je bilo nekaj časa taktično poveljstvo 3. armade, kasneje pa so vanjo namestili 8 težkih topov z rezervami granat.
Okoli vseh štirih vrhov nad vasjo vodi spominska pot, ki nudi lep razgled na Kras, Furlanijo in okoliške gore, kjer so se odvijale bitke 1. svetovne vojne.